# Штернберг Василь Іванович
Васи́ль Іва́нович Ште́рнберг (12 лютого 1818, Петербург — 8 вересня 1845, Рим) — живописець-пейзажист і жанрист. Один із засновників українського пейзажного і жанрового живопису, представник романтизму.

## Життєпис
Народився у Петербурзі. У 1835—1838 навчався у Петербурзькій Академії Мистецтв у професора М.Воробйова. Щороку влітку протягом 1836—1838 працював в Україні.
У 1838 познайомився з Тарасом Шевченком, став одним з найближчих його друзів. У Петербурзі Штернберг, живучи разом з Шевченком на одній квартирі, виконав кілька портретів поета. Створив фронтиспіс до першого видання «Кобзаря» — офорт «Кобзар з поводирем» (1840).
Т. Шевченко присвятив Штернбергу поему «Іван Підкова» та перед його від'їздом до Італії подарував «Кобзар», на якому написав вірш «На незабудь Штернбергові» (1840).
У 1839-1840 брав участь в експедиції В. Перовського в Оренбурзькому краї. Незабаром виїхав як пансіонер в Італію. Оселившись в Римі, він продовжував наполеглево працювати. Штернберг помер в Римі 8 вересня 1845, проживши всього 27 років.

### Могила

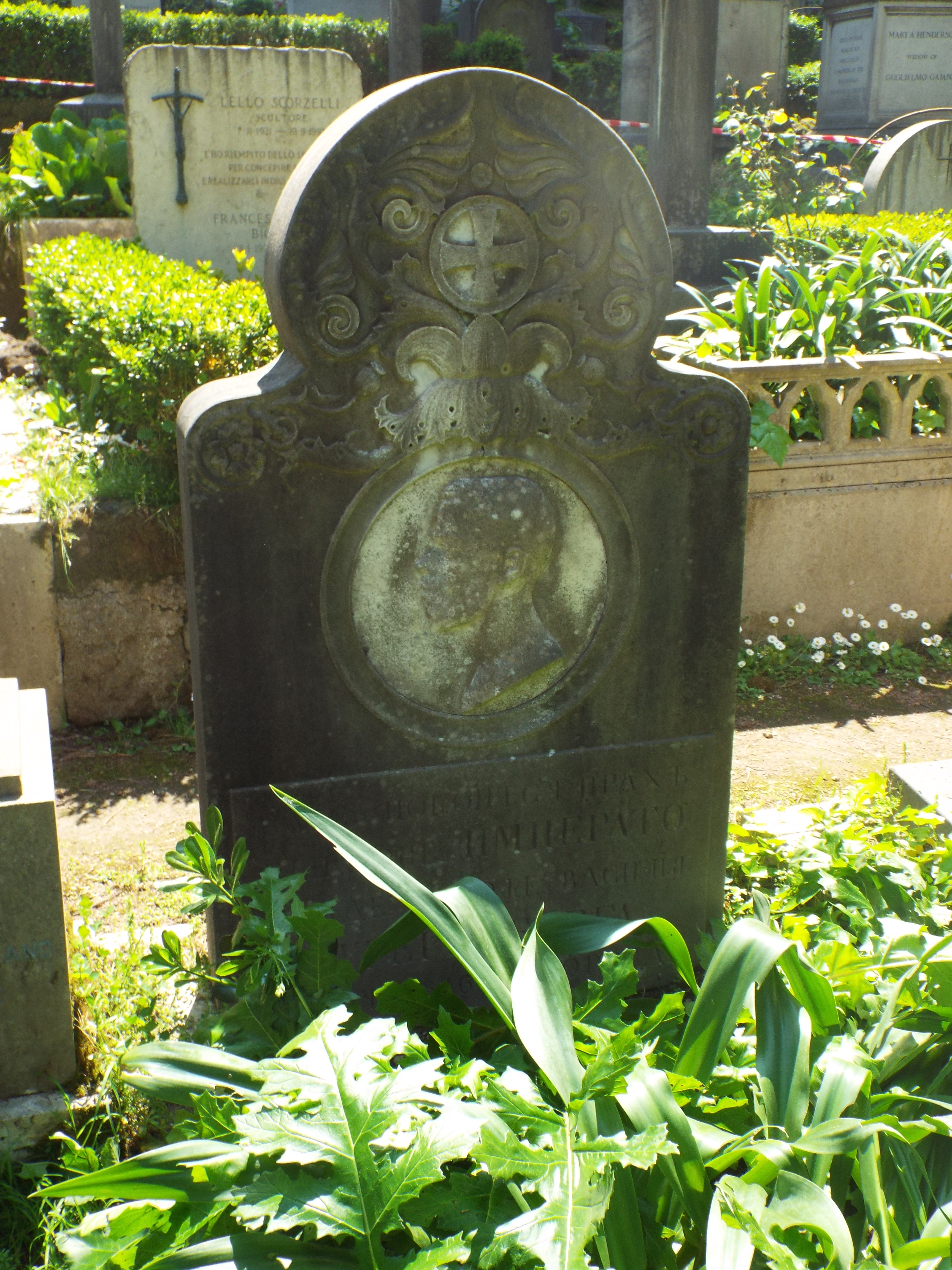
Могила Штернберга на протестантському цвинтарі Риму, 2019 р.

Могила Василя Штернберга знаходиться на протестантському кладовищі біля муру Авреліана та піраміди Цестія. Від входу йти навкіс направо до білого мармурового нагробку (у формі прямокутника з пензлем та палітрою), а тоді вправо рядком, в якому знаходиться примітне поховання мусульманина Mohammad Rashad Bilbesi. 9 поховання від нього в цьому ряду — це могила В. Штернберга. На ньому стоїть пласка стела з профілем художника та інформацією, що тут похований прах пансіонера (стипендіата — авт.) імператорської академії мистецтв Василя Штеренберга (так в оригіналі). Помер у 1846 р. (насправді 1845 — авт.) 29 (насправді 27 — авт.) роки від народження. Координати району поховання 41.876988, 12.480685.

## Творчість
Серед творів Штернберга:
- «Пастушок» (1836-1838),
- «Переправа через Дніпро під Києвом» (1837),
- «Альтанка Г. С. Тарновського в Качанівці» (1837),
- «Малоросійський шинок» (1837),
- «Вид на Поділ у Києві» (1837),
- «Свячення пасок на Україні» (1838).

Твори Штернберга знаходяться у Київському музеї українського мистецтва, музеї Т. Шевченка у Києві, музеях міст Суми, Петербурга та Москви.

## Галерея

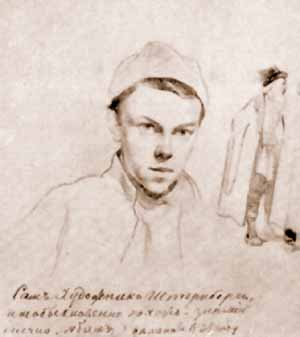
Автопортрет
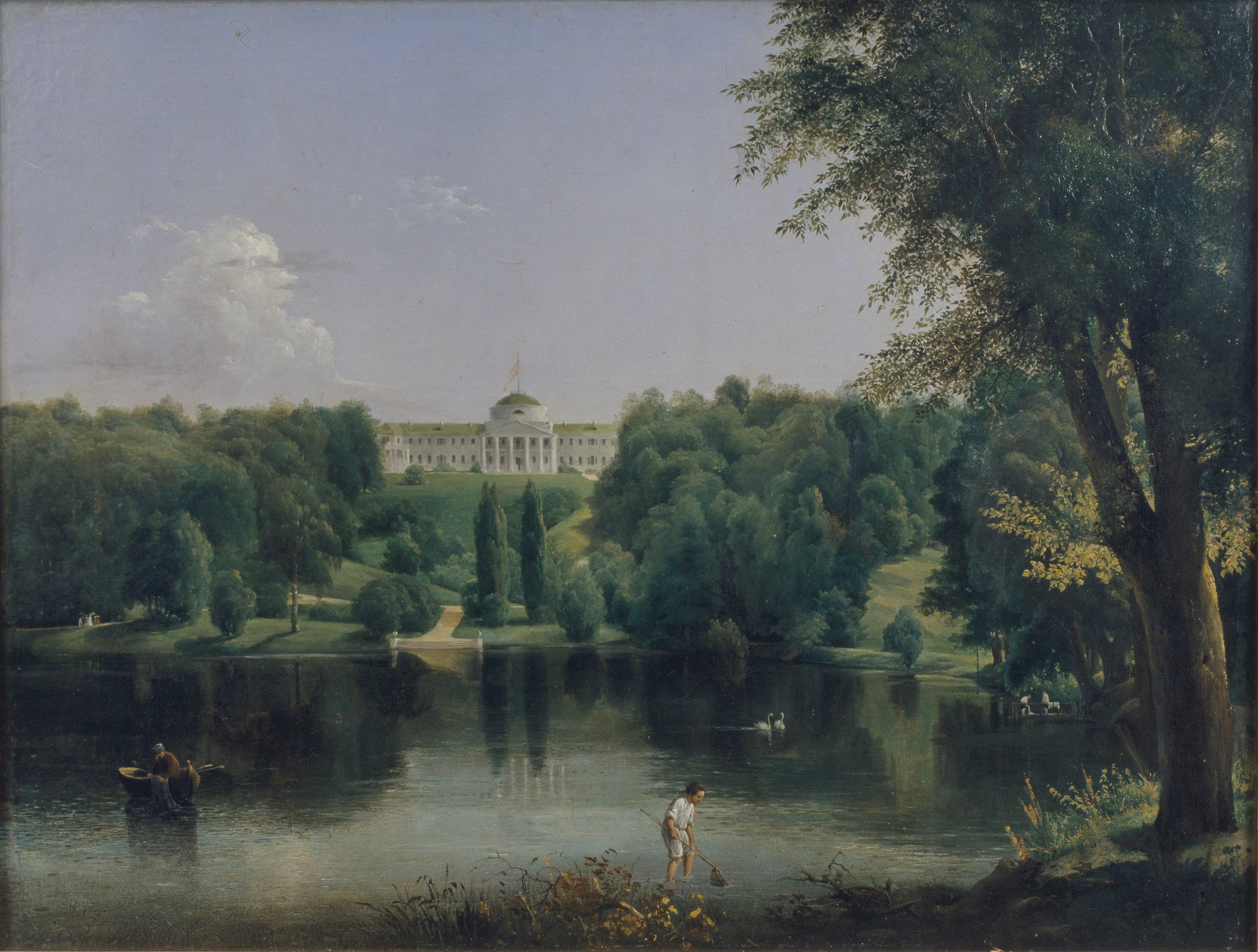
Садиба Г. С. Тарновського в Качанівці» (1837)
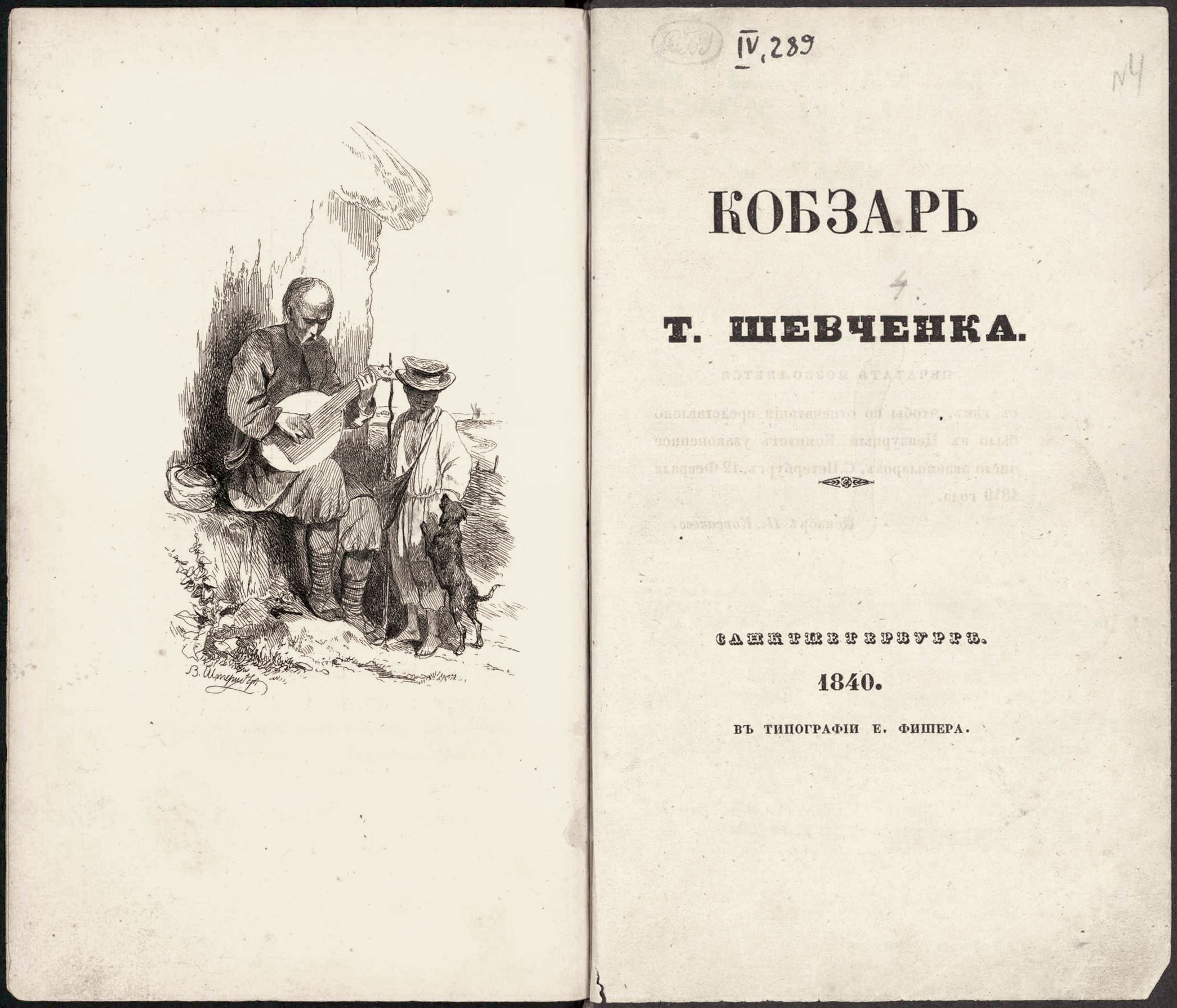
Третя і перша сторінки "Кобзаря" 1840 р.
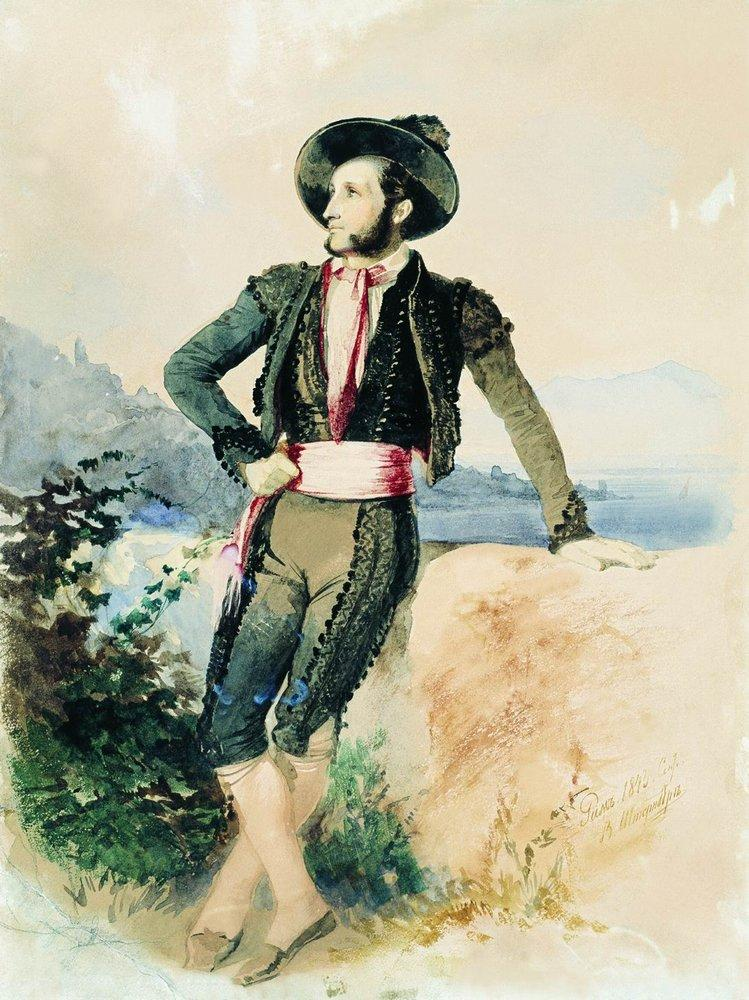
Айвазовський в італійському костюмі. 1842
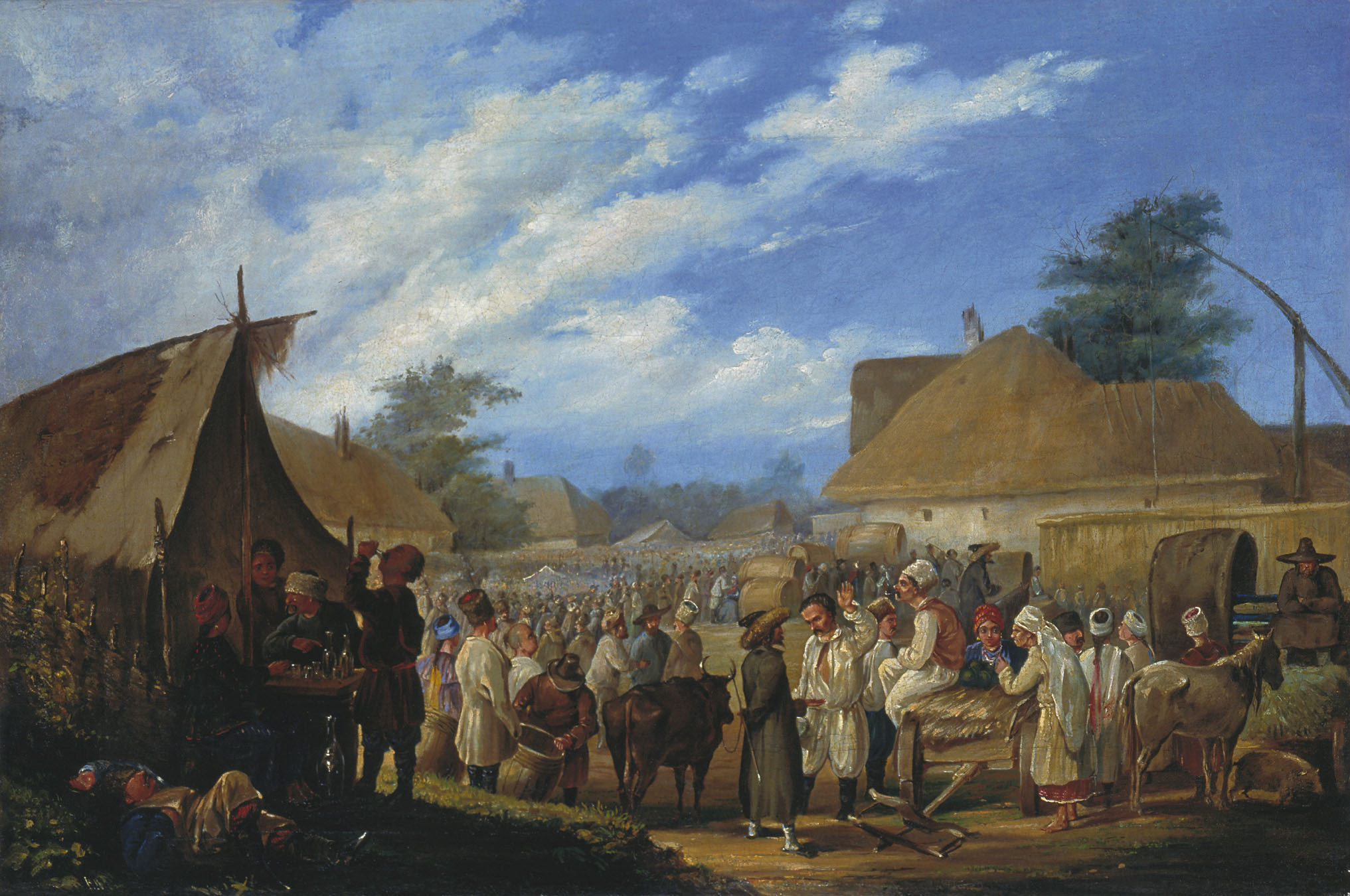
Ярмарок у містечку Ічні
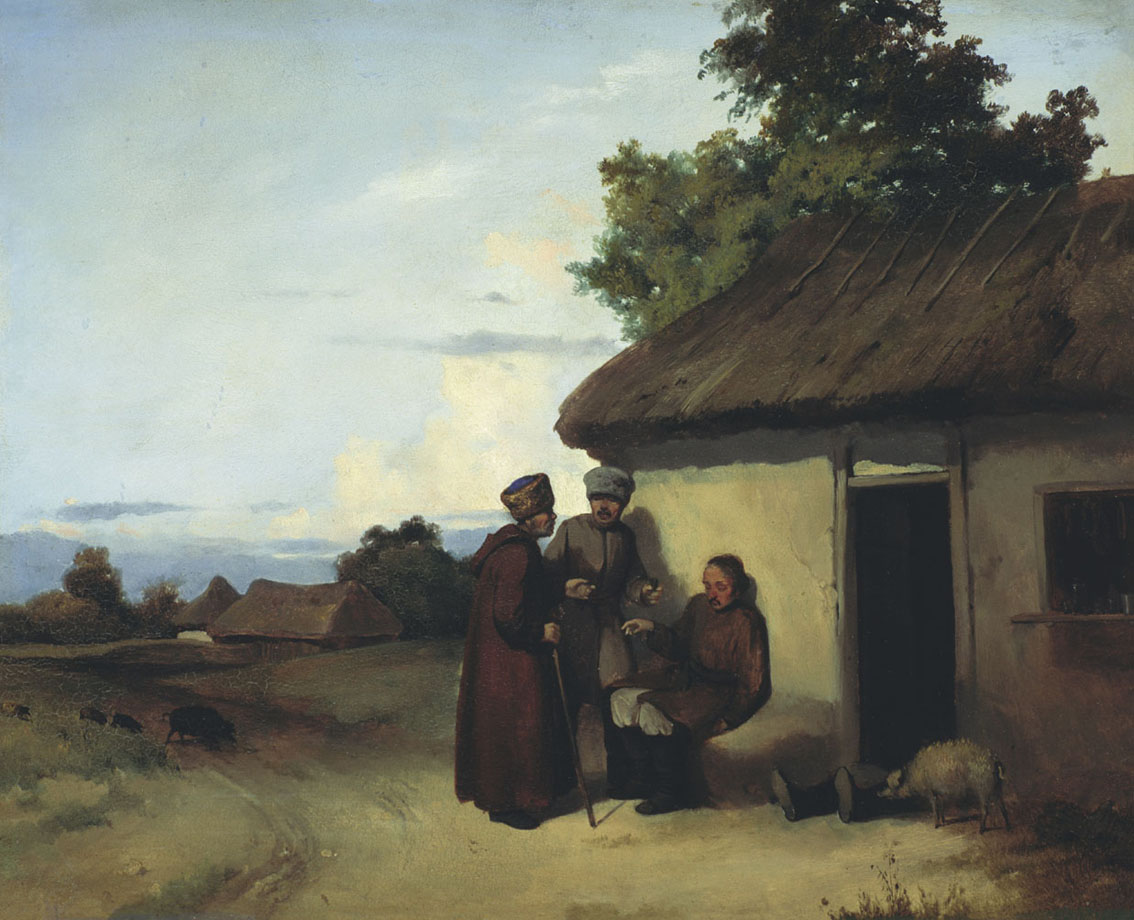
«Малоросійський шинок» (1837)
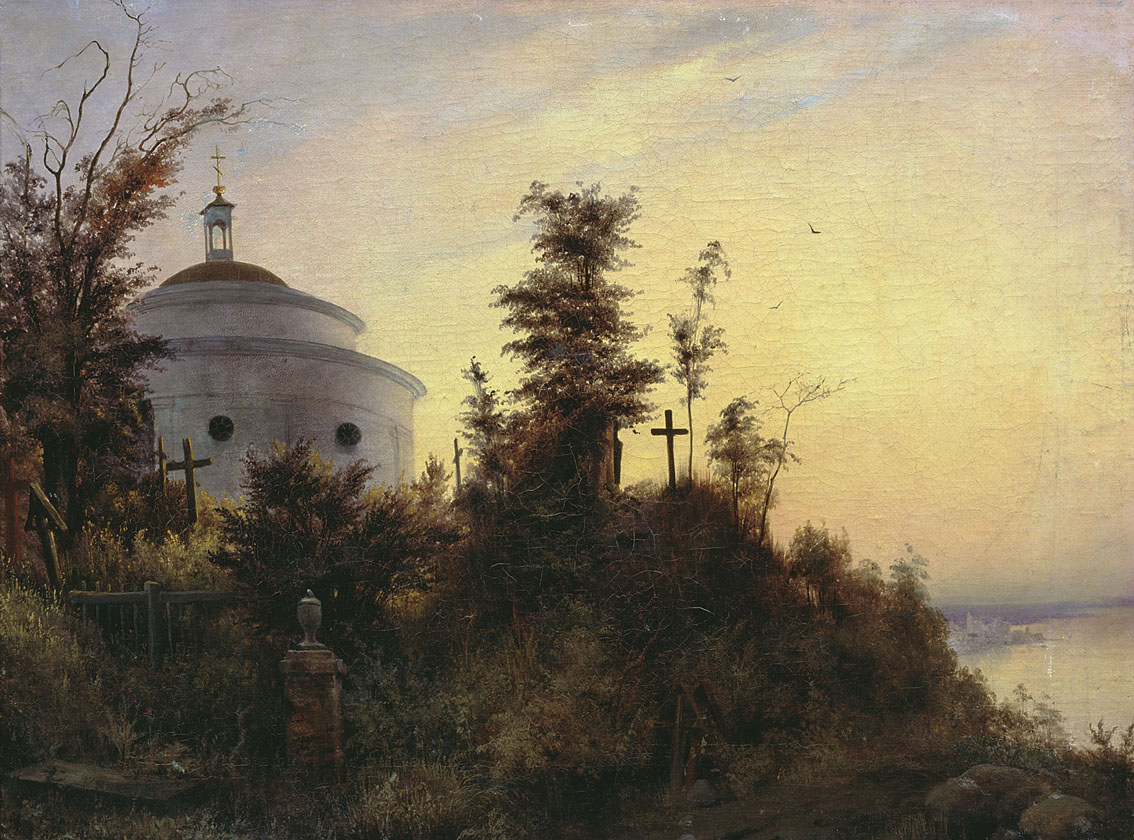
Аскольдова могила (1837)
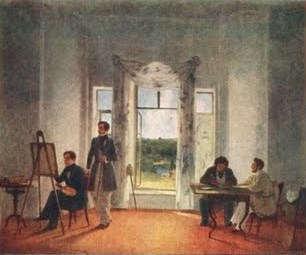
Глінка в Качанівці